# Săcueni
Săcueni ou Săcuieni (no passado: Podul Săcuilor; em húngaro: Székelyhid; em alemão: Zickelhid) é uma cidade (oraș) do județ (distrito) de Bihor, na região histórica da Crișana (parte da Transilvânia), Roménia. Em 2011 tinha 11 526 habitantes e em 2016 estimava-se que tivesse 12 678 habitantes. A área administrada pela cidade tem 151,4 km², na qual se situam as aldeias de Cadea (Nagykágya), Ciocaia (Csokally), Cubulcut (Érköbölkut), Olosig (Érolaszi) e Sânnicolau de Munte (Hegyközszentmiklós).[carece de fontes?]
Săcueni situa-se nas margens do rio Ier, na parte norte do distrito, na planície da Crișana (parte da Alföld), junto à fronteira com a Hungria. Fica 21 km a oeste de Marghita e 36 km a norte da capital distrital Oradea.

## História
A primeira menção escrita da cidade data de 1217. Em 1665, em consequência da Paz de Vasvár, entre a Monarquia de Habsburgo e o Império Otomano, o castelo de Săcueni foi destruído. Em 1867, quando foi formalmente fundado o Império Austro-Húngaro, o Principado da Transilvânia foi extinto e em 1876 o Reino da Hungria foi partido em comitats (condados). Săcueni foi integrado no comitat de Bihar e tornou-se capital de distrito rural. A seguir à Primeira Guerra Mundial, nos termos do Tratado de Trianon, Săcueni passou a fazer parte do Reino da Roménia, juntamente com parte do resto da Crișana. 
Em 1940, na sequência da Segunda Arbitragem de Viena, a Crișana e a Transilvânia são anexadas pela Hungria, aliada da Alemanha Nazi. A anexação durou até 1944 e durante esse período as comunidades locais de judeus e ciganos foram exterminados pelos nazis. A cidade foi formalmente reintegrada na Roménia depois da Segunda Guerra Mundial, nos termos do Tratado de Paris de 1947. Entre 1950 e 1968, Săcueni foi a capital do raion de Oradea. Obteve o estatuto de cidade (oraș) em 2004.

## Demografia
Segundo o censo de 2011, 74,5% dos habitantes eram etnicamentehúngaros, 15,2% ciganos e 6,4% romenos. Em termos religiosos, 64% eram protestantes, 21,6%% católicos romanos, 6,6% cristãos ortodoxos e 1,8% greco-católicos.
Em 1910, 98,8% da população era húngara, 0,3% romena e 0,2% alemã. Em 1930 os húngaros eram 80,1%, os romenos 10,4%, os judeus 5,5%, os ciganos 3,6%, os alemães 0,4% e os eslovacos 0,2%.
Em 2002, a distribuição de população pelas localidades do município era a seguinte:
- Săcueni — 7 177 habitantes
- Cadea — 1 156 habitantes
- Ciocaia — 929 habitantes
- Cubulcut — 948 habitantes
- Sânnicolau de Munte — 907 habitantes
- Olosig — 548 habitantes